# Signalisation Angles Morts

Attention Angles Morts mit einem LKW als Symbol

Attention Angles Morts mit einem Reisebus als Symbol

Als Signalisation Angles Morts wird ein Aufkleber bezeichnet, der in Frankreich bei Fahrzeugen über 3,5 t angebracht werden muss, um andere Verkehrsteilnehmer vor dem toten Winkel zu warnen. Auf dem Aufkleber steht zu lesen: Attention Angles Morts. Im Deutschen wird dafür auch der Begriff Toter-Winkel-Aufkleber genutzt. Eingeführt wurde dieser Aufkleber mit dem Décret n° 2020-1396 du 17 novembre 2020 relatif à la signalisation matérialisant les angles morts sur les véhicules dont le poids total autorisé en charge excède 3,5 tonnes. Seit dem 1. Januar 2021 müssen entsprechende Fahrzeuge diesen Aufkleber tragen. Bei Verstößen droht dem Fahrzeugführer ein Bußgeld von 135 Euro.
Der Aufkleber muss vorne auf beiden Seiten bei der Fahrerkabine in einer Höhe zwischen 90 cm und 150 cm über Fahrbahnniveau maximal einen Meter hinter der Fahrzeugfront angebracht werden, zudem muss hinten in der rechten Hälfte des Fahrzeugs auch zwischen 90 cm und 150 cm ein Kleber angebracht werden. Der Aufkleber hat eine vorgeschriebene Größe von 25 cm Höhe und 17 cm Breite mit einer Toleranz von 1 cm. Sollte es nachweislich bei Fahrzeugen nicht möglich sein, den Aufkleber innerhalb dieser Zonen anzubringen, kann auch ausnahmsweise der Aufkleber bis zu einer Höhe von 210 cm angebracht werden jedoch trotzdem so nah wie möglich an der vorgesehenen Zone. Für Gespanne aus Zugfahrzeug und Anhängern, die zusammen die 3,5 t überschreiten, aber einzeln diese nicht überschreiten, ist kein Aufkleber notwendig. Die Aufkleber werden mit einem Lastwagensymbol oder Bussymbol offiziell kommuniziert. Es gibt für Wohnmobile, die über 3,5 t wiegen, auch Wohnmobilsymbole zu kaufen, jedoch sind diese nicht offiziell und sollten nicht verwendet werden. Für Wohnmobile empfiehlt sich, das Bussymbol zu verwenden. Auch darf der Aufkleber bei Wohnmobilen nicht durch Abdeckplanen oder ähnliches verdeckt werden.
Die Einführung des Aufklebers wurde mit einer Kampagne begleitet.